# Мосулишвили, Лигури Михайлович
Лигури Михайлович Мосулишви́ли (груз. ლიგური მიხეილის ძე მოსულიშვილი; 10 июня 1933 — 5 апреля 2010) — советский и грузинский физик.

## Биография
Родился 10 июня 1933 года в Арашенда, Гурджаанский район, Грузинская ССР. Учился в Тбилисский государственный университет (1953–1958). В 1958 году по приглашению Элевтер Андроникашвили начал работу как младший научный сотрудник в Институте Физики им. Андроникашвили. 
В 1968 году защитил кандидатскую диссертацию (экспериментальная Физика), а в 1985 году — докторскую в Биофизике. Основные работы Мосулишвили касаются вопросов ядерной физики, радиационной физики твёрдого тела, ядерной техники, биофизики и биотермодинамики.
После смерти Мосулишвили издана его маленькая книга мемуаров "Эпизоды Из Жизни Физиков" (отредактированный Михо Мосулишвили, сыном брата Лигури Мосулишвили), где ученый вспоминает о тех годах, которых провел среди физиков: Нильс Бор, Евгений Харадзе, Георгий Флёров, Юрий Замятнин, Юрий Яковлев, Елевтер Андроникашвили, Марина Фронтасиева и другие.

## Публикации
- Эпизоды Из Жизни Физиков (тетрадь мемуаров)[3], Published 2010 by Saari in Tbilisi, Georgia
- Liguri Mosulishvili, Nelly Tsibakhashvili, Elene Kirkesali, Linetta Tsertsvadze, Marina Frontasyeva, Sergei Pavlov - Biotechnology in Georgia for Various Applications (недоступная ссылка), BULLETIN OF THE GEORGIAN NATIONAL ACADEMY OF SCIENCES, vol. 2, no. 3, 2008
- L.M. Mosulishvili, E.I. Kirkesali, A.I. Belokobylsky, A.I. Khizanishvili, M.V. Frontasyeva[4], S.S. Pavlov, S.S. Gundorina (2002), J. Pharm. Biomed. Anal., 30(1): 87.
- L.M. Mosulishvili, E.I. Kirkesali, A.I. Belokobylsky, A.I. Khizanishvili, M.V. Frontasyeva, S.F. Gundorina, C.D. Oprea (2002), J. Radioanal. Nucl. Chem. Articles, 252 (1): 15-20.
- L.M. Mosulishvili, M.V. Frontasyeva, S.S. Pavlov, A.I. Belokobylsky, E.I. Kirkesali, A.I. Khizanishvili (2004), J. Radioanal. Nucl. Chem., 259 (1): 41-45.
- A.I. Belokobylsky, E.N. Ginturi, N.E. Kuchava, E.I. Kirkesali, L.M. Mosulishvili, M.V. Frontasyeva, S.S. Pavlov, N.G. Aksenova (2004), J. Radioanal. Nucl. Chem., 259 (1), 65-68.
- L.M. Mosulishvili, A.I. Belokobylsky, E.I. Kirkesali, M.V. Frontasyeva, S.S. Pavlov, N.G. Aksenova (2007), J. Neutron Res., 15(1): 49.
- M.V. Frontasyeva, E.I. Kirkesali, N.G. Aksenova, L.M. Mosulishvili, A.I. Belokobylsky, A.I. Khizanishvili (2006), J. Neutron Res., 14 (2): 1-7.
- L.M. Mosulishvili, A.I. Belokobylsky, A.I. Khizanishvili, E.I. Kirkesali, M.V. Frontasyeva, S.S. Pavlov (2001), Patent of RF No. 2209077, priority of March 15.
- L. M. Mosulishvili, A. I. Belokobylsky, E.I. Kirkesali, M.V. Frontasyeva, S.S. Pavlov (2002), Patent of RF No. 2230560, priority of June 11.
- N.Ya. Tsibakhashvili, M.V. Frontasyeva, E.I. Kirkesali, N.G. Aksenova, T.L. Kalabegishvili, I.G. Murusidze, L.M. Mosulishvili, H.-Y.N. Holman (2006), Anal. Chem. 78: 6285-6290.
- N.Ya. Tsibakhashvili, L.M. Mosulishvili, E.I. Kirkesali, T.L. Kalabegishvili, M.V. Frontasyeva, E.V. Pomyakushina, S.S. Pavlov (2004). J. Radioanal. Nucl. Chem., 259 (3): 527-531.
- N. Tsibakhahsvili, T. Kalabegishvili, L. Mosulishvili, E. Kirkesali, S. Kerkenjia, I. Murusidze, H.-Y. Holman, M.V. Frontasyeva, S.F. Gundorina (2008), J. Radioanal. Nucl. Chem. (accepted).
- N. Tsibakhashvili, N. Asatiani, M. Abuladze, B. Birkaya, N. Sapozhnikova, L. Mosulishvili, H.-Y. Holman (2002), Biomed. Chrom., 16: 327.